# Гленвуд (Алабама)
Гленвуд (енгл. Glenwood) град је у америчкој савезној држави Алабама. По попису становништва из 2010. у њему је живело 187 становника.

## Демографија
Према попису становништва из 2010. у граду је живело 187 становника, што је 4 (2,1%) становника мање него 2000. године.
| Група             | 2000.       | 2010.       |
| Белци             | 131 (68,6%) | 131 (70,1%) |
| Афроамериканци    | 57 (29,8%)  | 56 (29,9%)  |
| Азијати           | 0 (0,0%)    | 0 (0,0%)    |
| Хиспаноамериканци | 1 (0,5%)    | 0 (0,0%)    |
| Укупно            | 191         | 187         |